# Bruno Edward Olbrycht
Bruno Edward Olbrycht, poljski general, * 1895, † 1951.